# Stéphane Béasse
Stéphane Béasse est un footballeur français né le 4 mai 1966 à Rennes. Il évolue au poste de milieu de terrain.
Il a disputé 117 matchs dans le Championnat de Ligue 2 au cours de sa carrière.

## Carrière
Stéphane Béasse commence sa carrière professionnelle à l'US Orléans en 1986, dans le championnat de France de deuxième division.
Il y met un terme en 1993, après deux saisons passées au MUC 72 et rejoint les rangs amateurs, portant successivement les couleurs de Villefranche-sur-Saône puis de Chasselay foot.